# Szőny (železniční zastávka)
Szőny je železniční zastávka v maďarské obci Szőny, která se nachází v župě Komárom-Esztergom. Zastávka byla otevřena v roce 1884, kdy byla zprovozněna trať mezi Budapeští a městem Komárom.

## Provozní informace
Zastávka má nástupiště z obou traťových kolejí. Ve stanici je možnost zakoupení si jízdenky a je elektrifikovaná střídavým proudem 25 kV, 50 Hz. Provozuje ji společnost MÁV.

## Doprava
Zastavují zde pouze osobní vlaky, které jezdí do Budapešti, Székesfehérváru, Ostřihomi, a Győru. Projíždějí zde mezinárodní vlaky EuroCity a railjet.

## Tratě
Zastávkou prochází tato trať:
- Budapešť–Hegyeshalom–Rajka (MÁV 1)